# Молва (газета, 1857)
Молва́ — русская еженедельная газета, издававшаяся в 1857 году в Москве.

## История
Еженедельная газета «Молва» издавалась с 12 апреля по 28 декабря 1857 года русским поэтом и общественным деятелем И.С. Аксаковым под редакцией С. М. Шпилевского. Всего было выпущено 37 номеров.
Сотрудниками были К. С. Аксаков, И. А. Крылов, М. Н. Лонгинов, А. П. Чебышёв-Дмитриев, А. С. Хомяков, С. Т. Аксаков, П. А. Бессонов, П. И. Бартенев. Газета придерживалась позиций славянофильства, была близка к журналу «Русская беседа». На 38 номере была запрещена по высочайшему повелению за статью К. С. Аксакова «Опыт синонимов. Публика и народы».